# Siebolds knopgalwesp
De siebolds knopgalwesp (Andricus sieboldi) is een vliesvleugelig insect uit de familie van de echte galwespen (Cynipidae). De wetenschappelijke naam van de soort is voor het eerst geldig gepubliceerd in 1843 door Hartig.